# Burg Mauel (Gemünd)
Die Burg Mauel war eine Burg in Gemünd, einem Stadtteil von Schleiden in Nordrhein-Westfalen. 
Die Burg hat vermutlich in der Flur Burgauel gestanden, die heute völlig überbaut ist.
Die Burg Mauel ist aus einem Adelssitz hervorgegangen. Das gleichnamige Adelsgeschlecht wurde als im Dienste der Herren von Schleiden stehend 1353 erstmals genannt. Die Burg wird, wie andere Häuser in ihrem Umkreis, in nahem Zusammenhang mit der lokalen Eisengewinnung und -verarbeitung gestanden haben. 
Bekannt ist, dass ein Gerhart von Mauel mit seiner Ehefrau noch 1446 versuchte, sich durch die Stiftung einer Jahresrente an die Pfarrkirche Schleiden zu verewigen. In der Jülicher Fehde wurde die Burg 1542 durch die kaiserlichen Truppen niedergebrannt. Der damalige Besitzer, Wilhelm von Goltstein, Erbvogt zu Lontzen und Amtmann von Schleiden, war finanzstark genug, das Anwesen wieder aufzubauen. Sein Schwiegersohn Johann Schellart von Obbendorf wurde 1594 durch Einheirat Besitzer der Burg. 
An Burg Mauel hing schon immer das Recht zum Betrieb einer Eisenhütte, die schon 1420 erwähnt wurde. Dieses Recht war wohl der Hauptgrund für den Erwerb des Anwesens durch den Freiherrn von Harff im Jahre 1658. An der damals schon halb verfallenen Burg wird er kein Interesse gehabt haben. 1711 wurde die Lehensbindung aufgehoben. Eisenhämmer und eine Papierfabrik sowie eine Stahlfabrik wurden erbaut. Die Stahlfabrik war die Keimzelle der 1860 nach Düsseldorf verlegten Fabrik. Betreiber des Unternehmens Poensgen & Schoeller waren damals Albert Poensgen und sein Schwager Friedrich Wilhelm Schoeller. 
1930 konnte man anhand von Katasterunterlagen nur noch den Umriss eines einfachen Burghauses in Winkelform mit Treppenturm und kräftigem Eckturm rekonstruieren. 
Diese Burg zeigt, wie eng die Burgen in diesem Bereich mit der Eisengewinnung und -verhüttung verknüpft waren.